# Ženit'ba Bal'zaminova
Ženit'ba Bal'zaminova (Женитьба Бальзаминова) è un film del 1964 diretto da Konstantin Naumovič Voinov.